# Saléon
Saléon – miejscowość i gmina we Francji, w regionie Prowansja-Alpy-Lazurowe Wybrzeże, w departamencie Alpy Wysokie.
Według danych na rok 2010 gminę zamieszkiwały 92 osoby, a gęstość zaludnienia wynosiła 9,3 osoby/km².